# Batalla de Dupplin Moor
La batalla de Dupplin Moor fue un enfrentamiento entre los partidarios de David II de Escocia, hijo de Roberto I, y los rebeldes que apoyaban a Eduardo de Balliol. Fue una batalla importante de la Segunda Guerra de Independencia de Escocia.

## Antecedentes
La muerte de Roberto I en 1329 dejó la corona en manos de su hijo de cuatro años, David II. Este momento fue aprovechado para atacar por los «desheredados», nobles escoceses que durante la primera guerra de Independencia de Escocia se habían aliado con los ingleses y que después de la derrota sufrida en la batalla de Bannockburn habían perdido sus títulos, tierras y propiedades a manos de Robert Bruce  (Roberto I).
El líder de los «desheredados», Eduardo de Balliol, retornó de su exilio en Francia en el invierno de 1331 y pidió ayuda al rey inglés Eduardo III, que dio el visto bueno a la expedición.
Las tropas de Balliol y de Henry de Beaumont sumaban un total de 1500 hombres, la mayoría arqueros. El 20 de julio llegaban las noticias de la muerte del Guardián de Escocia, Thomas Randolph, momento que Balliol aprovechó para dar la orden de zarpar.

## La batalla
La flota rebelde y sus aliados ingleses partieron el 31 de julio desde varios puertos de Yorkshire hasta Kinghorn, y desde allí marcharon hacia Dunfermline y Perth. El 10 de agosto acamparon en Forteviot, al sur del río Earn. El nuevo Guardián de Escocia, el conde de Mar, había tomado posiciones en la ribera norte del río con un ejército mucho más numeroso. Además, un segundo ejército escocés liderado por Patrick, conde de Dunbar, se aproximaba por la retaguardia.
El pánico se apoderó de los hombres de Balliol, que acusaron Henry Beaumont de haberlos traicionado y llevado a una trampa, pero éste, que era sin duda el soldado con más experiencia militar de ambos bandos, reaccionó con calma y precisión. Consciente de que no podía permitir que los dos ejércitos escoceses unieran sus fuerzas, ordenó cruzar el río por la noche y lanzar un ataque sorpresa contra el enemigo.
Los escoceses estaban tan confiados de la victoria que se pasaron la noche bebiendo, convencidos de obtener una victoria fácil el día siguiente. Mientras tanto, un pequeño contingente inglés liderado por sir Alexander Mowbray y guiados por un traidor, Murray de Tullibardine, cruzaba el río y se apoderaba de una pequeña fortificación en un lado del campamento escocés, mientras el resto del ejército ocupaba posiciones en una pequeña colina al otro lado. 
Al amanecer del día 11 de agosto, el conde de Mar se dio cuenta de que había sido rodeado y que los ingleses habían dispuesto los arqueros en los extremos en una formación de media luna. Lord Robert Bruce, hijo ilegítimo del rey Roberto I, acusó al conde de Mar de traición e incompetencia. Las tropas escocesas, desorganizadas y sin un líder claro, avanzaron hacia el enemigo que los recibió con una lluvia constante de flechas. Los arqueros ingleses podían disparar muy rápido y los escoceses, mal protegidos, eran un blanco fácil.
Los hombres de Bruce fueron los primeros en llegar a las posiciones inglesas, pero el fuego de los arqueros desde los flancos era tan mortal que las alas escocesas se retiraron hacia el centro. Cuando Bruce intentó reorganizarse, se vio embestido por los hombres de Mar, que en su propia carga colisionaron contra ellos, causando tantas o más víctimas que los ingleses.
Se dice que los cuerpos de los escoceses se apilaron tan alto hasta llegar a la altura de una lanza. Los ingleses se limitaron a cerrar el círculo y a rematar a los supervivientes. Bruce y Mar cayeron muertos, así como entre 2000 y 13 000 hombres. Los ingleses solo perdieron 33.

## Consecuencias
La batalla de Dupplin Moor fue la peor derrota de Escocia desde la batalla de Falkirk, acontecida 34 años antes. Unas semanas más tarde, Eduardo de Balliol fue coronado rey de Escocia en Scone. Sin embargo, se encontró peligrosamente aislado en un país hostil, por lo que movió sus fuerzas hacia Galloway, el único lugar donde pudo encontrar un poco de apoyo. En diciembre, un grupo de simpatizantes de Bruce atacaron a Balliol, que se encontraba entonces en Annan. La mayoría de los hombres de Eduardo murieron, pero él logró escapar a caballo medio desnudo, refugiándose en Inglaterra. Cualquier intento futuro de recuperar el trono tendría que ser con el apoyo del rey inglés Eduardo III.